# Тахир, Кемаль
Кема́ль Тахи́р (тур. Kemal Tahir; 13 марта 1910, Стамбул — 21 апреля 1973, там же) — турецкий писатель, издатель, публицист.

## Биография
Родился 13 марта 1910 в Стамбуле в семье ремесленника. Учился в Галатасарайском лицее (Стамбул). Сотрудничал в различных изданиях, работал торговым агентом, в адвокатской конторе. В 1937 году женился на Фатме Эрфан.
В 1938 году Кемаль Тахир и Назым Хикмет были обвинены в подстрекательстве к бунту среди военнослужащих. Он был признан виновным и приговорен к 15 годам лишения свободы. Отбывал наказание в тюрьмах Чанкыры, Малатья, Чорум, Невшехир и Кыршехир. Освобожден в 1950 году по общей амнистии. После освобождения вернулся в Стамбул и начал работать корреспондентом газеты Izmir Commerce. В 1951 основал издательство «Дюшюн» вместе с Азизом Несином. После инцидентов 6-7 сентября 1955 года его вновь арестовали и поместили на шесть месяцев в военную тюрьму в Харбие. В 1968 году посетил СССР.

## Творчество
Его стихам присуща злободневность и политическая острота. Планировал написать эпопею, состоящую из 21 книги и охватывать историю Турции от середины 19 до середины 20 веков. В своих романах Кемаль Тахир рассказывал о жизни Анатолии между двумя мировыми войнами, рисовал широкую картину общественно-политической жизни Турции в 1908—40, выражал идеи «турецкого социализма». В некоторых романах прослеживаются традиции эпического дастана.

## Публикации
- «Последняя сводка» (1941),
- «Глухая долина» (1955),
- «Люди пленённого города[тур.]» (1956),
- «Сизый дым» (1957),
- «Пастбище семи чинар[тур.]» (1958),
- «Деревенский горбун» (1959),
- «Узник пленённого города» (1961),
- «Усталый воин[тур.]» (1965),
- «Родина-мать» (1967),
- «Крупное богатство» (1970)[4],
- «Глубокое ущелье» (1971).